# Gibbon de Müller
Hylobates muelleri
Espèce
Statut de conservation UICN

 EN A2cd : En danger
Le Gibbon de Müller, Hylobates muelleri, est une espèce de primates de la famille des Hylobatidae.

## Caractéristiques
L'espérance de vie de cette espèce est généralement estimée à une quarantaine d'années. Lulu, un gibbon de Müller du zoo de Lyon, considéré comme le plus vieux individu connu de son espèce, meurt à l'âge de 64 ans en décembre 2019.

## Habitat et répartition
Cette espèce est endémique de l'île de Bornéo, où elle est présente à Kalimantan (région indonésienne), à Sabah et à Sarawak (États malaisiens), ainsi qu'au Brunei.
La sous-espèce H.m. muelleri est présente dans le sud du Kalimantan (partie indonésienne de l'île de Bornéo). H.m funereus est présente au Brunei, au Kalimantan et dans le Sabah et le Sarawak (états malaisiens au nord de Bornéo). Enfin, H.m. abbotti est présente au Kalimantan et au Sarawak.
Cette espèce vit dans la forêt tropicale humide primaire et secondaire.

## Classification

### Liste des sous-espèces
Selon Mammal Species of the World (version 3, 2005)  (1 octobre 2017) :
- sous-espèce Hylobates muelleri abbotti
- sous-espèce Hylobates muelleri funereus
- sous-espèce Hylobates muelleri muelleri